# Bandiera dell'Umbria

La bandiera de facto della Regione Umbria

La bandiera de iure della Regione Umbria

La bandiera dell'Umbria prende spunto dal gonfalone disegnato dagli architetti Gino e Alberto Anselmi, vincitori del concorso nel 1971, che descrissero il simbolo con queste parole:
Il vessillo è rettangolare, di colore verde, e reca al centro il simbolo regionale con la stilizzazione dei tre ceri della Corsa dei Ceri che si tiene a Gubbio in provincia di Perugia il 15 maggio di ogni anno in onore di Sant'Ubaldo Baldassini.
Creata nel 1995 per rispondere alla richiesta del presidente della Repubblica Oscar Luigi Scalfaro, che il 4 novembre volle esporre tutti i vessilli regionali d'Italia al palazzo del Quirinale, la bandiera è stata poi ratificata e regolamentata dalla L.R. 18 maggio 2004, n.5, che ha così disciplinato stemma e bandiera regionali:

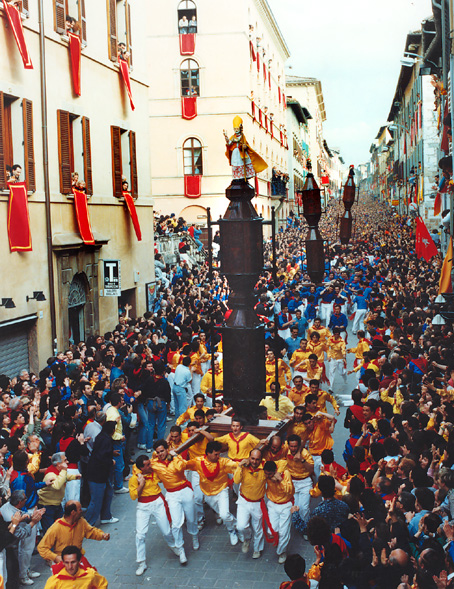
La Corsa dei Ceri a Gubbio il 15 maggio

(L.R.  18 maggio 2004, n.5 art.2)
(L.R.  18 maggio 2004, n.5 art.4)